# Ivan Mihalj
Ivan Mihalj (ur. 23 listopada 1990 w Odžaku) – chorwacki siatkarz, reprezentant Chorwacji, grający na pozycji środkowego.

## Sukcesy klubowe
Puchar Chorwacji:
- 2008, 2009, 2019

Liga chorwacka:
- 2010, 2012, 2019
- 2009

Puchar Challenge:
- 2010

Liga słoweńska:
- 2014
- 2020
- 2011

MEVZA - Liga Środkowoeuropejska:
- 2014
- 2012, 2013

Liga austriacka:
- 2013

Liga rumuńska:
- 2016, 2019

Liga belgijska:
- 2017, 2018

Liga bułgarska:
- 2024[1]

## Sukcesy reprezentacyjne
Liga Europejska:
- 2022[2], 2023[3]

## Nagrody indywidualne
- 2010: Najlepszy atakujący turnieju finałowego Pucharu Challenge[4]